# Johnny Lewis
Jonathan Kendrick "Johnny" Lewis, född 29 oktober 1983 i Los Angeles, Kalifornien, död 26 september 2012 på samma plats, var en amerikansk skådespelare. 
Han gjorde som tonåring gästroller i TV-serier som Boston Public, The Guardian och Drömmarnas tid. Johnny Lewis  filmdebuterade 2004 i filmen Raise Your Voice och medverkade året efter i filmen Underclassman. Därefter var Lewis med i science fiction-filmen Alien vs Predator 2. 
Han var även med i TV-serier som Drake & Josh, The O.C, Smallville, CSI: Crime Scene Investigation, Bones, Cold Case och Criminal Minds. Han är dock mest känd som Kip "Half-Sack" Epps i TV-serien Sons of Anarchy.
Johnny Lewis hittades död på en garageuppfart den 26 september 2012. Inne i huset låg hans hyresvärd död. Han hade mördat hyresvärden och sen hoppat från en byggnad, ett så kallat mord-självmord.

## Filmografi
| År   | Titel                  | Roll                    | Notering |
| ---- | ---------------------- | ----------------------- | -------- |
| 2004 | Raise Your Voice       | Engelbert "Kiwi" Wilson |          |
| 2005 | Pretty Persuasion      | Warren Prescott         |          |
| 2005 | Underclassman          | Alexander Jeffries      |          |
| 2007 | Palo Alto, CA          | Nolan                   |          |
| 2007 | Aliens vs. Predator 2  | Ricky                   |          |
| 2008 | One Missed Call        | Brian Sousa             |          |
| 2008 | Felon                  | Snowman                 |          |
| 2010 | The Runaways           | Scottie                 |          |
| 2011 | Lovely Molly           | Tim                     |          |
| 2011 | Magic Valley           | John                    |          |
| 2012 | 186 Dollars to Freedom | Jorge                   |          |

| År        | Titel                          | Roll                     | Notering                                |
| --------- | ------------------------------ | ------------------------ | --------------------------------------- |
| 2000      | Sjunde himlen                  | Norton                   | Avsnitt: "Tunes"                        |
| 2000      | Malcolm - Ett geni i familjen  | Cadet Martin             | Avsnitt: "Therapy"                      |
| 2001      | Judging Amy                    | Desmond                  | Avsnitt: "Surprised by Gravity"         |
| 2001      | Undressed                      | Ray                      | Okänt antal avsnitt                     |
| 2001—2003 | Boston Public                  | Bodhi                    | 4 avsnitt                               |
| 2001—2002 | The Sausage Factory            | Gilby                    | 13 avsnitt                              |
| 2002      | Guardian                       | Ted Popper               | Avsnitt: "Mothers of the Disappeared"   |
| 2002      | Yes, Dear                      | Ricky                    | Avsnitt: "Making Babies"                |
| 2003—2004 | Drömmarnas tid                 | Lenny                    | 7 avsnitt                               |
| 2004      | Drake & Josh                   | Scottie                  | 4 avsnitt                               |
| 2004—2005 | Quintuplets                    | Pearce Chase             | 22 avsnitt                              |
| 2005      | Smallville                     | Gabriel Duncan           | Avsnitt: "Hidden"                       |
| 2005—2006 | OC                             | Dennis "Chili" Childress | 9 avsnitt                               |
| 2006      | CSI: Crime Scene Investigation | Tad Sidley               | Avsnitt: "Up in Smoke"                  |
| 2007      | Eight Days a Week              |                          | TV-film                                 |
| 2007      | Bones                          | Enzo Falcinella          | Avsnitt: "The Priest in the Churchyard" |
| 2007      | Shark                          | Michael Hackford         | Avsnitt: "Student Body"                 |
| 2008      | Cold Case                      | Truitt "Spider" Leland   | Avsnitt: "Spiders"                      |
| 2008—2009 | Sons of Anarchy                | Kip "Half Sack" Epps     | 26 avsnitt                              |
| 2009      | Criminal Minds                 | Eric Ryan Olson          | Avsnitt: "Zoe's Reprise"                |